# Adungrella aenea
Adungrella aenea is een hooiwagen uit de familie Sclerosomatidae. De wetenschappelijke naam van Adungrella aenea gaat terug op Roewer.